# Katarzyna Figura
Katarzyna Figura (Varsavia, 22 marzo 1962) è un'attrice polacca.

## Biografia
Katarzyna Figura si è diplomata all'Accademia drammatica di Varsavia (odierna Akademia Teatralna Aleksander Zelwerowicz) nel 1985. Dal 1985 al 1988 ha lavorato al Teatr Współczesny di Varsavia. Ha anche studiato al Conservatoire d'Art Dramatique di Parigi. Dalla fine degli anni '80 è divenuta una delle attrici polacche più famose, interpretando spesso il ruolo di "bomba sexy", prostituta o moglie di un uomo ricco; in seguito è passata a ruoli drammatici.
È apparsa, tra l'altro, nelle commedie Kingsajz e Pociąg do Hollywood. Nel film Voices in the Garden (1993) ha recitato al fianco di Anouk Aimée; nel film Prêt-à-Porter (1994) ha interpretato un ruolo secondario al fianco di Marcello Mastroianni, Kim Basinger, Tim Robbins e Julia Roberts; nel film Il pianista (2002) ha interpretato un piccolo ruolo secondario accanto ad Adrien Brody. Uno dei suoi film più importanti è stato l'adattamento cinematografico del racconto di Olga Tokarczuk Żurek nel 2003, per il quale è stata premiata un anno dopo come migliore attrice ai premi Polskie Nagrody Filmowe.
Katarzyna Figura è apparsa sulla copertina del numero di aprile 1997 dell'edizione polacca di Playboy; all'interno della rivista c'è una lunga intervista con alcune foto erotiche, ma senza nudi espliciti.

## Vita privata
Katarzyna Figura si è sposata due volte: la prima con Jan Chmielewski da cui ha avuto un figlio, Aleksander (nato nel 1987); dal secondo matrimonio, con Kai Schoenhals, sono nate le figlie Koko Claire Figura-Schoenhals (nata il 24 ottobre 2002 a New York) e Kaszmir Amber, nata il 27 febbraio 2005 a Varsavia.

## Filmografia parziale
- Kingsajz, regia di Juliusz Machulski (1988)
- Orchidea selvaggia 3 (Red Shoe Diaries), regia di Zalman King (1992) - film per la televisione, non accreditata
- Vortice mortale, regia di Ruggero Deodato (1993)
- Prêt-à-Porter, regia di Robert Altman (1994)
- Storie d'amore (Historie miłosne), regia di Jerzy Stuhr (1997)
- Il pianista (The Pianist), regia di Roman Polański (2002)
- Zemsta - La vendetta (Zemsta), regia di Andrzej Wajda (2002)
- Kochaj i tańcz, regia di Bruce Parramore (2009)
- Non cadrà più la neve (Śniegu już nigdy nie będzie), regia di Małgorzata Szumowska e Michał Englert (2020)